# Chuckwalla
Chuckwalla (Sauromalus ater) är en ödla i familjen leguaner, som lever i öknarna i södra USA och norra Mexiko.

## Utseende
Hanar och honor skiljer sig påtagligt åt. Vuxna honor är brunaktiga över hela kroppen, med fläckar av mörkbrunt och rött. De vuxna hanarna är beigefärgade över större delen av kroppen, ibland med bruna fläckar, men huvud, skuldror och bäckenregionen är svarta. Svansen är ljust gråbrunaktig. Ungdjuren har breda band längs kropp och svans. Ödlan är en av de längre arterna i USA, med en längd hos hanen på upp till 46 cm. Honan är något mindre. Kroppen är täckt med små, likformiga fjäll, med undantag för öronöppningarna, som skyddas av större fjäll.

## Taxonomi
Tidigare delades släktet Sauromalus in i flera arter än nu, det fanns bland annat både S. obesus och S. ater. En forskare, Bradford D. Hollingsworth hävdade emellertid 1998 att dessa arter borde betraktas som en, gemensam, vilken borde få namnet S. ater, och att det inte fanns tillräckligt underlag för att dela in arten i underarter. Åsikten ifrågasattes av vissa andra forskare, men 2004 beslutade ICZN i enighet med det ursprungliga förslaget.

## Utbredning
Arten finns i sydvästra USA och norra Mexiko, från södra Nevada och södra Utah, längs sydöstra Kalifornien och västra Arizona till södra Baja California och större delen av Sonora, där den framför allt bebor Mojave- och Sonoraöknen.

## Vanor
Chuckwallan lever i klippöknar, där den kan gå upp så högt som 1 400 m, även om den föredrar lågläntare områden. Det är en värmeälskande art som gärna solbadar på klipporna. Arten är skygg, och gömmer sig vid fara gärna i klipphålor och -skrevor, där den kan blåsa upp sig för att hindra en fiende att komma åt den. Arten är växtätare, och tar gärna blommor, speciellt den så kallade "brittle-bush" (Encelia farinosa, en korgblommig ökenväxt).

## Fortplantning
Djuren parar sig mellan april och juli, och honan lägger upp till 16 ägg någon månad senare. Äggen lägges underjordiskt.

## Status
Chuckwallan betraktas som livskraftig ("LC") och populationen är stabil. Arten är emellertid ett populärt sällskapsdjur, och insamling av djur är ett hot för flera lokala populationer. Betande får och getter kan också försämra levnadsvillkoren.